# ماني إن ذا بانك (2010)
ماني إن ذا بانك 2010 (بالإنجليزية: Money in the Bank (2010))‏ هو عرض مصارعة محترفة من فئة الدفع مقابل المشاهدة وهو العرض الأول من سلسلة عروض ماني إن ذا بانك. تم عرضه في 18 يوليو 2010 في مدينة كانساس بولاية ميزوري الأمريكية.

## وصلات خارجية
- Official Money in the Bank website